# Mas Duran (Cadaqués)
Mas Duran és una masia del municipi de Cadaqués (Alt Empordà) inclosa en l'Inventari del Patrimoni Arquitectònic de Catalunya.

## Descripció
Situat al nord del nucli urbà de la població. Agafant la pista que porta de Cadaqués al Cap de Creus, a poca distància del nucli, s'agafa una pista de terra costeruda, coneguda com el camí de la Birba, que voreja el puig Ferral i que condueix al mas.
Mas de planta més o menys rectangular que presenta tot el sector nord-est restaurat i rehabilitat. La construcció es fonamenta en un terreny amb pronunciat desnivell envers el sud. Actualment, la part rehabilitada està formada per tres cossos adossats, amb les cobertes a una sola vessant restituïdes. Aquest sector es correspon amb l'edifici principal originari. La façana principal, orientada a l'est, presenta una porta d'accés a la planta baixa d'arc rebaixat, bastida amb pedra disposada a sardinell. En origen donava accés als estables, tot i que en l'actualitat es troba enrunat. Al costat, una escala exterior de pedra dona accés a la porta de l'habitació, situada al primer pis, i rehabilitada. Tot el sector oest de l'edifici es troba enrunat. De la façana nord destaca el forn de coure pa, força degradat, amb el parament exterior arrebossat i la coberta plana de lloses de pissarra.
El cos adossat al sud de l'edifici principal està força rehabilitat. Presenta un alçat del parament original, apreciable al mur oest. De planta rectangular i distribuït en planta baixa i altell, presenta a la façana sud dues grans arcades d'arc rebaixat bastides amb pedra i maó, força restituïdes. El cos adossat al nord de l'edifici principal, també de planta rectangular, presenta tot el sector est restituït de nou. En canvi, a l'oest, el parament de pedra és original.
Tot el sector sud-oest del conjunt es troba molt enrunat. En origen, hi havia dos cossos afegits, destinats a estables i dependencies del mas. Davant d'aquests encara s'aprecia la lliça o pati del mas, tancat amb uns alts murs de pedra seca que presenten diverses obertures, algunes tapiades, bastides amb llinda de llosa de pissarra. Tota la construcció és de blocs de pissarra mig desbastats, lligats amb morter de calç.

## Història
Els Duran eren un llinatge de gent de mar molt populars a Cadaqués almenys des d'inicis del s. XIX, sobretot per la seva rivalitat (amistosa, segurament) amb els Godo, segurament provindrien dels Mas Duran. Segons la família Donat de Cadaqués, oriünds i encara llogaters de Mas de la Birba, bons coneixedors d'aquest territori, la fornícula que hi ha a la façana del Mas Duran fou feta construir per una propietària que la gent del país anomenava "la Durana". Aquesta senyora va fer col·locar marededéus dins fornícules a l'entrada de tots els seus masos escampats per l'Empordà. No és segur, però, pel que sembla, hom pot dir que va passar per les darreries del segle xix o els primers anys del s. XX.